# Nhà thờ chính tòa Thánh Henricus
Nhà thờ chính tòa Thánh Henricus là nhà thờ chính tòa của giáo phận Helsinki, tọa lạc tại quận Ullanlinna, thành phố Helsinki, Phần Lan. Ngôi thánh đường này được cung hiến cho Giám mục Henricus, người được nhân dân Phần Lan coi là một vị thánh và từng phục vụ tại giáo phận Turku vào thế kỷ 12. Giáo xứ Thánh Henricus là giáo xứ có đông giáo dân nhất trong giáo phận Helsinki, với khoảng 4900 tín hữu Công giáo sinh sống trong địa phận.
Ngôi thánh đường được xây dựng từ năm 1858 đến năm 1860 để phục vụ các binh sĩ Công giáo người Nga cũng như các thương lái theo đạo Công giáo. Mặc dù việc xây dựng được hoàn thành vào năm 1860, phải đến năm 1904 thì ngôi thánh đường này mới được cung hiến. Vị linh mục đầu tiên của Phần Lan thời hiện đại là ông Wilfrid von Christierson từng làm linh mục chính xứ Helsinki từ năm 1906 đến năm 1911. Đến năm 1955 thì Giáo phận Helsinki được thành lập, và nhà thờ Thánh Henricus được đặt làm nhà thờ chính tòa của giáo phận ấy.
Nhà thờ chính tòa Thánh Henricus được thiết kế bởi kiến trúc sư Ernst Lohrmann. Phần bên ngoài của nhà thờ được giữ gần như nguyên vẹn, còn phần bên trong thì được cải tạo vào năm 1981 dưới sự chỉ đạo của kiến trúc sư Olof Hansson. Mặt tiền nhà thờ bài trí tượng thánh Paulus Tông đồ, Giám mục Henricus và thánh Petrus Tông đồ.

## Chùm ảnh
- Trắc diện
- Bên trong nhà thờ
- Cửa kính màu ghép
- Cửa kính màu ghép
- Nhà nguyện Thánh thể